# 8853 Gerdlehmann
8853 Gerdlehmann este un asteroid din centura principală de asteroizi.

## Descriere
8853 Gerdlehmann este un asteroid din centura principală de asteroizi. A fost descoperit pe 9 aprilie 1991 la Tautenburg de Freimut Börngen. El prezintă o orbită caracterizată de o semiaxă mare de 2,27 ua, o excentricitate de 0,09 și o înclinație de 5,3° în raport cu ecliptica.